# Haigh (West Yorkshire)
Haigh – wieś w Anglii, w hrabstwie ceremonialnym West Yorkshire, w dystrykcie (unitary authority) Wakefield, a częściowo w South Yorkshire w dystrykcie Barnsley. Leży 22 km na południe od miasta Leeds i 252 km na północny zachód od Londynu.